# Leptospathius striatus
Leptospathius striatus är en stekelart som först beskrevs av Cameron 1910.  Leptospathius striatus ingår i släktet Leptospathius och familjen bracksteklar. Inga underarter finns listade i Catalogue of Life.